# Koczan
Koczan herbu Nałęcz (ur. w XIV w., zm. w XV w.) – bojar litewski, adoptowany podczas unii horodelskiej (1413).

## Życiorys
W 1413 roku podczas unii horodelskiej doszło do przyjęcia przez polskie rodziny szlacheckie, bojarów litewskich wyznania katolickiego (tzw. adopcja herbowa). Jednym z ważniejszych dowodów tamtego wydarzenia jest istniejący do dziś dokument, do którego przyczepione są pieczęcie z wizerunkami herbów szlacheckich.
Z dokumentu dowiadujemy się o istnieniu Koczana, który został adoptowany przez przedstawicieli Nałęczów. Jest to jedyna, dotycząca go, zachowana wzmianka historyczna.

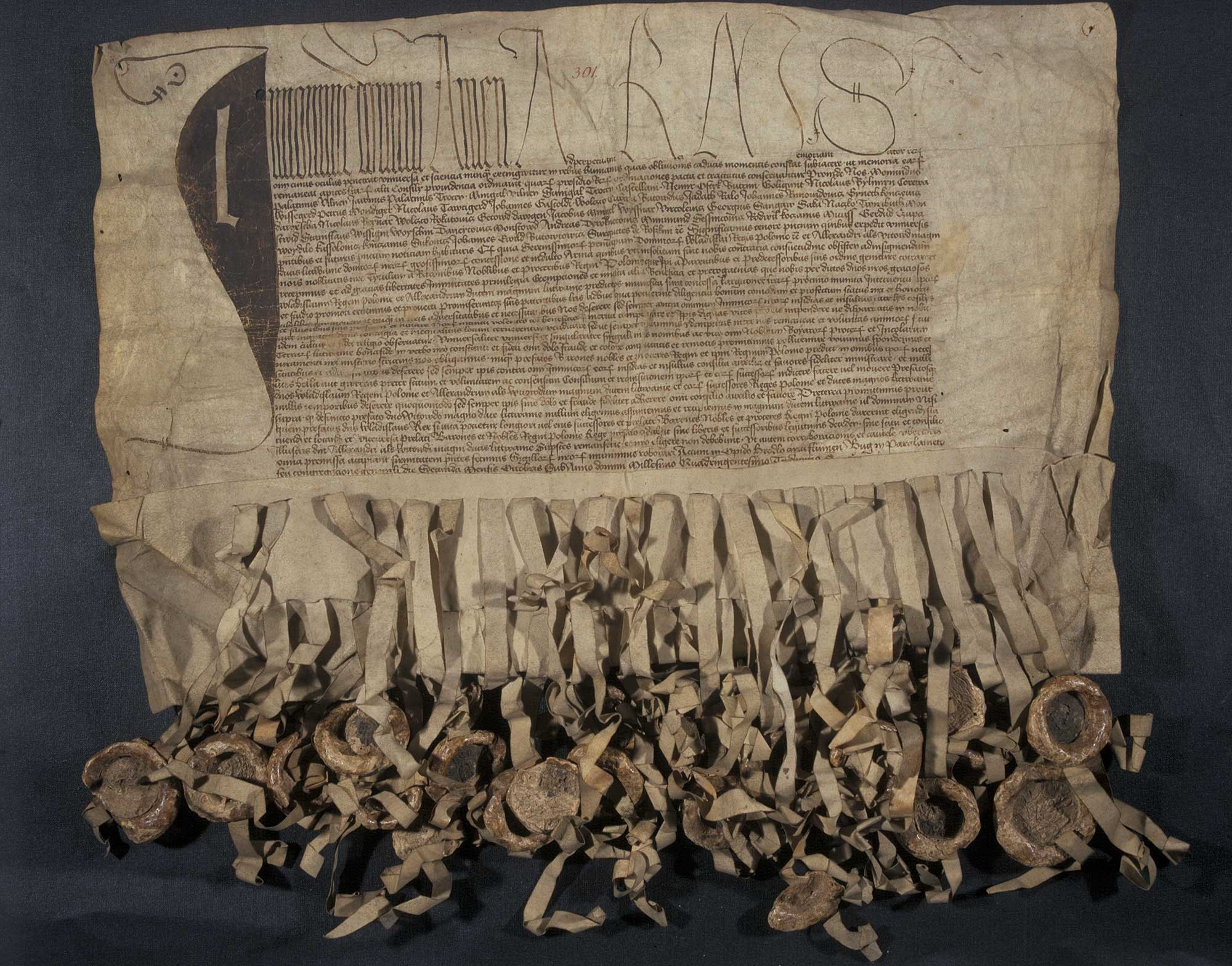
Dokument unii horodelskiej z 1413 roku z przyczepionymi pieczęciami

W Metrykach Litewskich z poł. XV w., występuje bliżej nieznana osoba o nazwisku Koczanowicz. Z uwagi na popularne w ówczesnych czasach w Wielkim Księstwie Litewskim nazwiska patronimiczne (czyli imiona utworzone na podstawie imienia ojca), można by sądzić, że był on synem omawianego Koczana. Jednakże inny bojar litewski przyjęty podczas unii horodelskiej do herbu Wąż, był posiadaczem zbliżonego imienia – Konczan. Stąd nie wiadomo, którego z nich wspomniany Koczanowicz jest synem.